# Arthropycnis
Arthropycnis är ett släkte av svampar. Arthropycnis ingår i klassen Eurotiomycetes, divisionen sporsäcksvampar och riket svampar.
|              | Pyrenulales                                 |
|              |                                             |
|              | Onygenales                                  |
|              |                                             |
|              | Verrucariales                               |
|              |                                             |
|              | Eurotiales                                  |
|              |                                             |
|              | Chaetothyriales                             |
|              |                                             |
|              | Mycocaliciales                              |
|              |                                             |
|              | Coryneliales                                |
|              |                                             |
|              | Ascosphaerales                              |
|              |                                             |
|              | Arachnomycetales                            |
|              |                                             |
|              | Monascaceae                                 |
|              |                                             |
|              | Strigulaceae                                |
|              |                                             |
|              | Eremascaceae                                |
|              |                                             |
|              | Amorphothecaceae                            |
|              |                                             |
|              | Rhynchomeliola                              |
|              |                                             |
|              | Sarcinomyces                                |
|              |                                             |
|              | Cyanopyrenia                                |
|              |                                             |
|              | Calyptrozyma                                |
|              |                                             |
| Arthropycnis | \| \| Arthropycnis praetermissa \| \| \| \| |
|              | \| \| Arthropycnis praetermissa \| \| \| \| |
|              | Rhynchostoma                                |
|              |                                             |
|              | Azureothecium                               |
|              |                                             |
|              | Arthropycnis praetermissa                   |
|              |                                             |

|  | Arthropycnis praetermissa |
|  |                           |